# 谢米里克国家公园
谢米里克国家公园是在因纽特语中是冰川之地之意，位于加拿大努勒维特巴芬岛的保护区内，建立于2001年。坐落在北极山脉呢，由三部分组成：因纽特所有的土地拜洛特岛、奥利弗海峡和巴芬岛的博登半岛。公园大部分地区与水相邻。
地理上，北极低地北部和东部自然区和兰开斯特海峡地区同样典型。谢米里克是加拿大国家公园的一部分。

## 语源学
因纽特语中，谢米里克是冰川之地的意思。它代表着拜洛特岛的冰川和冰盖过多。正如加拿大北极圈的因纽特语人所说的巴芬岛北部就是谢米里克，这一地理区域的名字成为国家公园的名字。

## 历史
公园地区大量的考古勘探表明公园人类活动已有千年之久。最早的就是现在的因纽特人。
欧洲捕鲸人开拓这片土地作为西北通道。17世纪10年，英国探险者威廉•巴芬和罗伯特•拜洛特开发考察这个区域。1616年，他们为包括兰开斯特海峡和拜洛特岛在内的地区的多样特征命名。距下任官员试图找到穿越这片区域的通道有20年。1818年，英国探险家约翰•罗斯确认巴芬表格的精确度，在他看到并相信是山脉阻挡了兰开斯特海峡。不久，加拿大政府从20世纪30年代至50年代末期通过广泛的航天绘测全面完成开发这片地区。
1954年，本•法里斯登上拜洛特岛贝姆马汀山以及北极山。1963年，英国探险家比尔•迪尔曼横贯岛屿，但尚未登上任何大的山峰。1977年，加拿大探险家罗博•凯利和其他探险家登上了拜洛特岛的20个山峰，1984年，麦克•施密特和其他探险家登上了28个山峰，包括16个首先的山峰。
1965年，公园建立起首个鸟类自然保护区，由拥有海鸟繁育区的加拿大野生动物保护协会监控。2001年，这片区域正式成为国家公园。该区由因纽特人居住，延续着古代狩猎捕鱼的传统。
2011年，公园成为短片电影《国家公园计划》的拍摄对象，该片由扎克拉尔斯•库努克执导，安德烈•怀特曼、迪恩•斯通和塔尼亚•塔加拍摄。

## 地理和气候

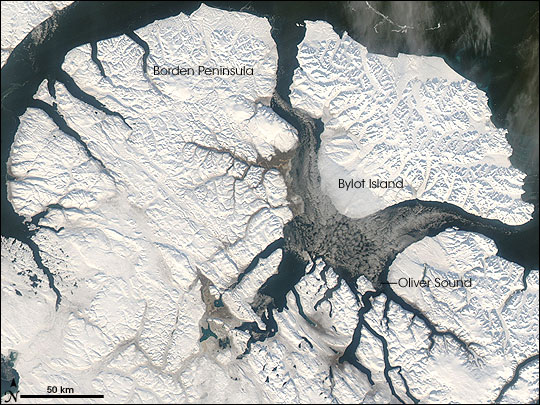
NASA拍摄的公园图片

公园由三块陆地和一片海洋组成。分别是奥利弗海峡，坐落于庞德入口的海峡，特点是一道狭长的海峡，侧边是峭壁和冰川，博登半岛和拜亚尔拉吉海湾的冰原和河流峡谷，最后是拜洛特岛，以其山脉起伏的地形、海岸低地、冰原和冰川为特征。证据表示这个地区被劳伦盖得冰原腐蚀，大量冰原覆盖已达上千平方公里至少20,000年之久。
博登半岛向北延伸出长225㎞、宽64㎞的面积。北部地区，包括哈特兹山脉由平原构成，海平面上岩石上升了914米。阿德默勒尔蒂湾形成了西部边界，西达埃尔温湾，当纳威博得湾形成东部边界，将半岛从拜洛特岛一分为二。纳威博得湾海岸峭壁上升达457米。
拜洛特岛位于巴芬岛北端，面积为11,067㎞²，是世界第71大的岛屿，是加拿大第17大的岛屿。它也是世界上最大的无人岛。这座加拿大北极岛屿没有永久居民，庞德湾和其他岛屿的因纽特人定期到访。一座因纽特周期性狩猎露营地位于格拉汉姆•摩尔角的西南端。贝姆•马汀山自东向西穿越了拜洛特岛和巴芬山，由此构成北极山脉体系。最高的山峰是安吉拉切山，高1,951米，位于岛屿中心。贝姆山脉由太古阿菲布晶质火成岩和原生代变质碎屑岩、变质岩如片麻岩组成。最高的山峰，山脉典型深冰川峡谷和冰川侵蚀将其分开。大量的冰川岛屿包括卡帕罗塔利克冰川。沿着海岸线的垂直悬崖由前寒武纪白云石组成。岛屿的北部海岸是兰开斯特海峡，北极熊聚集繁殖之地，并以密集的海洋野生动物闻名。公园的东北部是巴芬湾，南部是庞德湾和日蚀海峡。
巴芬岛的北部是北极海洋气候，冬季漫长而寒冷，夏季短暂而凉爽。春季知道6月中旬才结束，最暖的时期是7月末至8月初，平均温度是10℃。最寒冷的月份是1月，平均气温是-30摄氏度。降雨相对丰富，得益于公园常见的植物。

## 动物和植物

### 动物
公园里有白鲸、海豹、海象、驯鹿、北极狐、北极野兔和狼。拜洛特岛是独角鲸的迁移区。谢米里克岛是加拿大国家公园八大公园之一，园内有北极熊。
拜尔拉吉湾是海鸟主要迁徙地。海鸟迁徙地还位于拜洛特岛，当地还是雪鹅的迁徙地和筑巢地，70种鸟类记录在册，已知有40种繁育。公园是著名的鸟类保护区。1965年，拜洛特岛以及公园因聚集大量的候鸟被认定为“候鸟保护区”。记录称100,000种鸟类每年夏季都会有鸟类途径此地，岛上数量众多的大型鹅构成了岛上最大的食草动物群。拜洛特岛崎岖的峭壁，成千上万的鸟类在此筑巢，包括300,000只厚嘴默和80,000只三趾鸥。

## 植物
公园的湿地拥有大量的河源植被，白蒲绒和高羊胡子草。其他草类包括渔夫的苔原草，北极草和信号草。另外，还有种类繁多的棕色苔藓。岛屿南部的北极圈环境内记载360种植物，被认为是稀有品质并多产的。
高地的植被包括90%的南部干旱地区的公园非禾本草本植物，如北极圈石南、山水杨梅、北极罂粟和酸浆菜、草地如北极草元、北极狐尾草、早熟禾和北木高峰和灌木，如北极杨柳和北部覆盆子。

## 图片

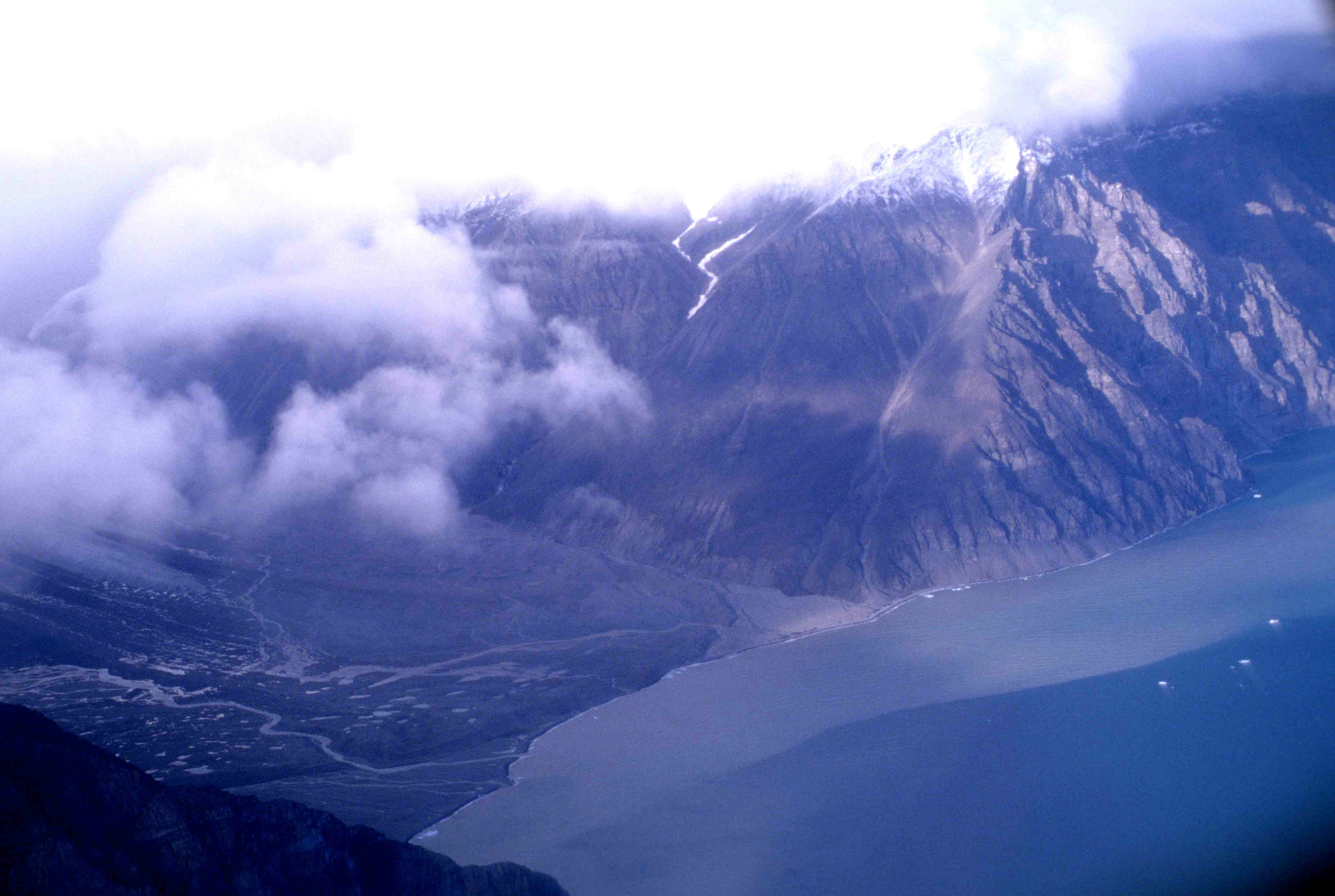
拜洛特岛
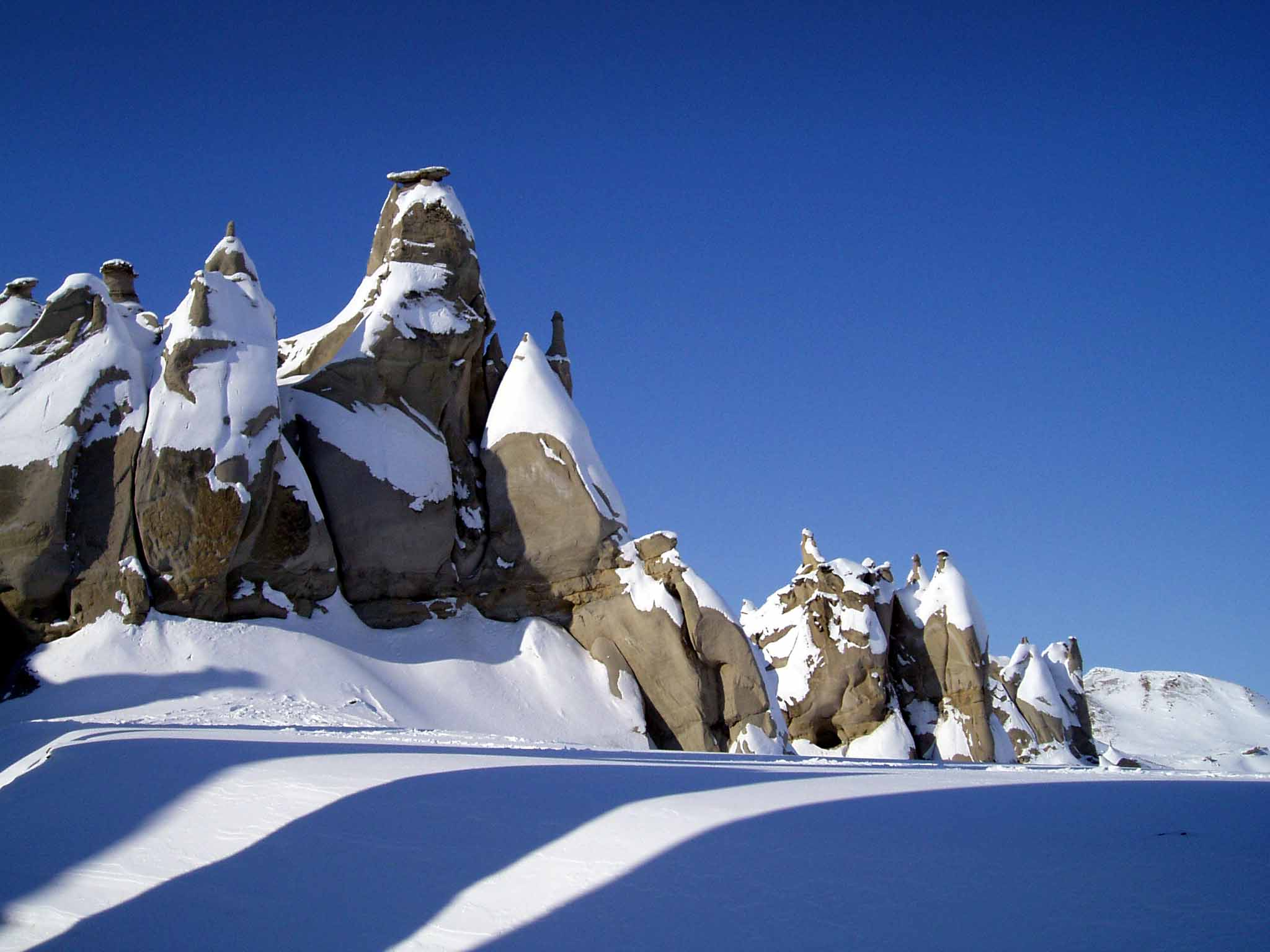
庞德湾拜洛特岛北部的奇形岩。
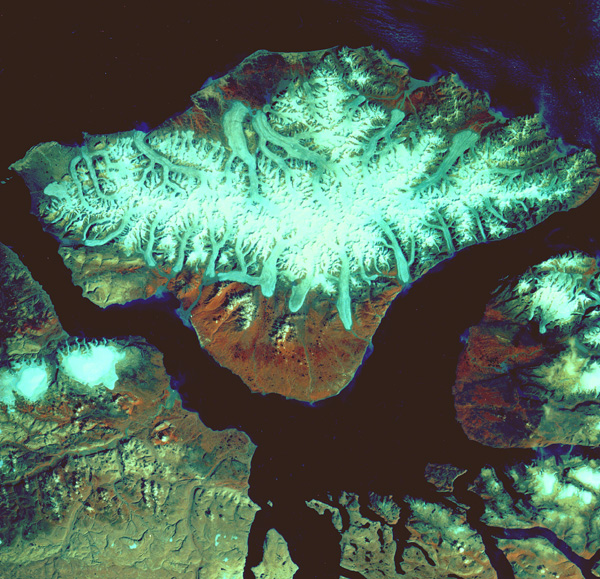
拍摄的拜洛特岛图片
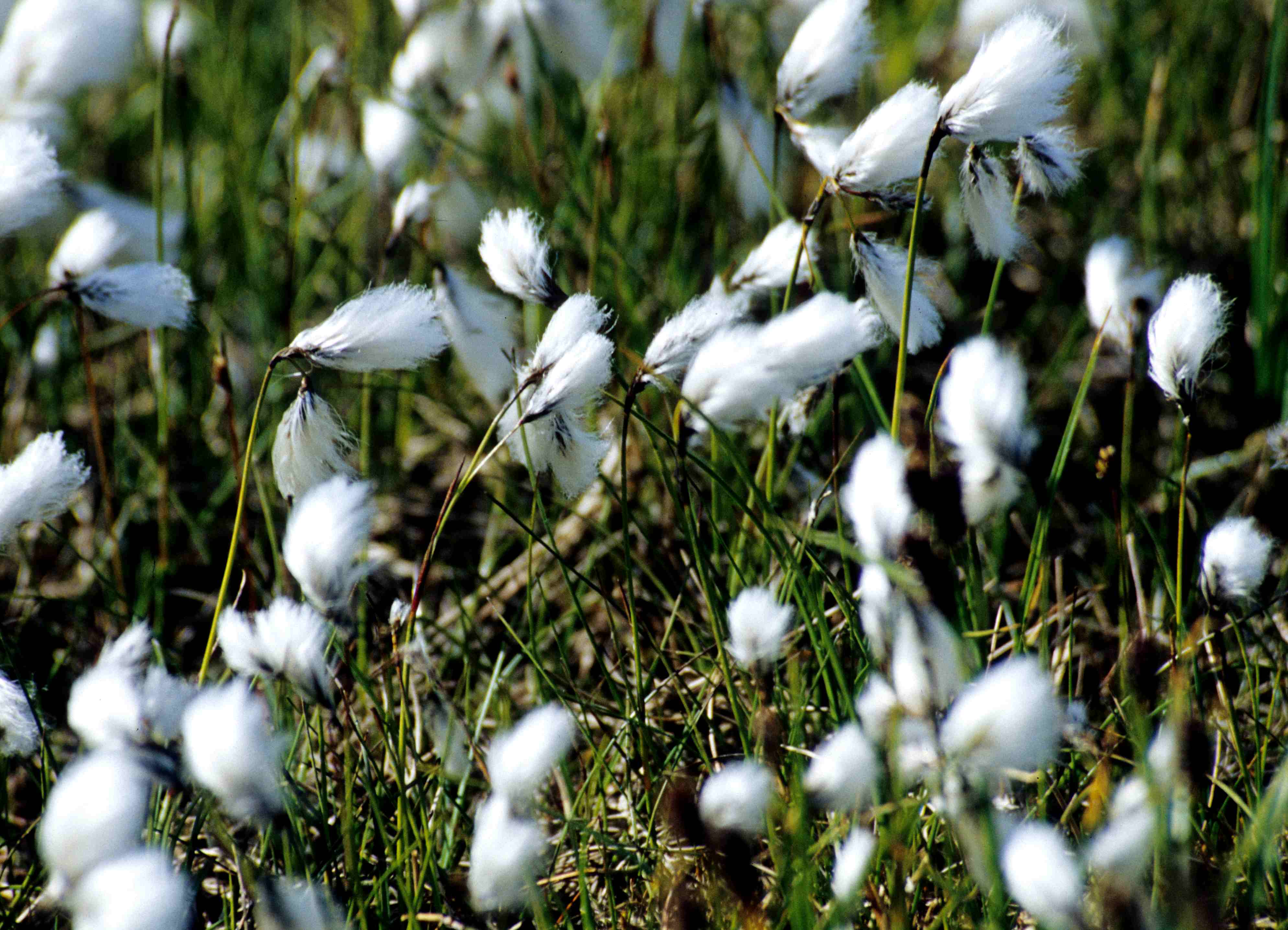
东方羊胡子草
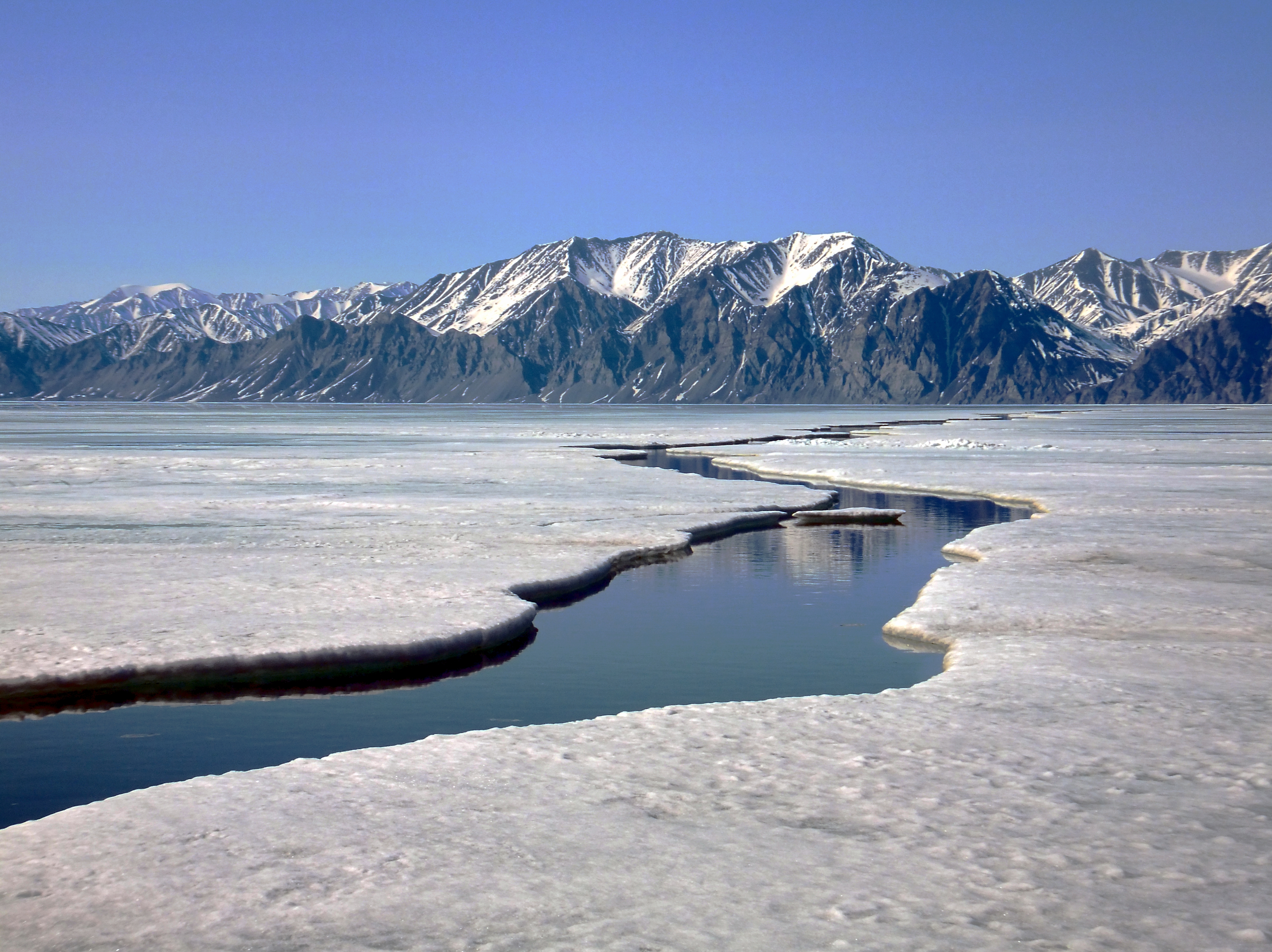
拜洛特岛

## 拓展阅读
- Pynn, Larry. (2003). "Adventure – Journey to Sirmilik – Two Travellers Brave Winds, Shifting Ice Floes and Roiling Arctic Seas for a Glimpse of Canada's Newest National Park". Canadian Geographic. 123, no. 2: 34.